# Burkersdorf (Ortrand)
Burkersdorf ist ein Ortsteil der südbrandenburgischen Stadt Ortrand im Landkreis Oberspreewald-Lausitz im Amt Ortrand.

## Geografie

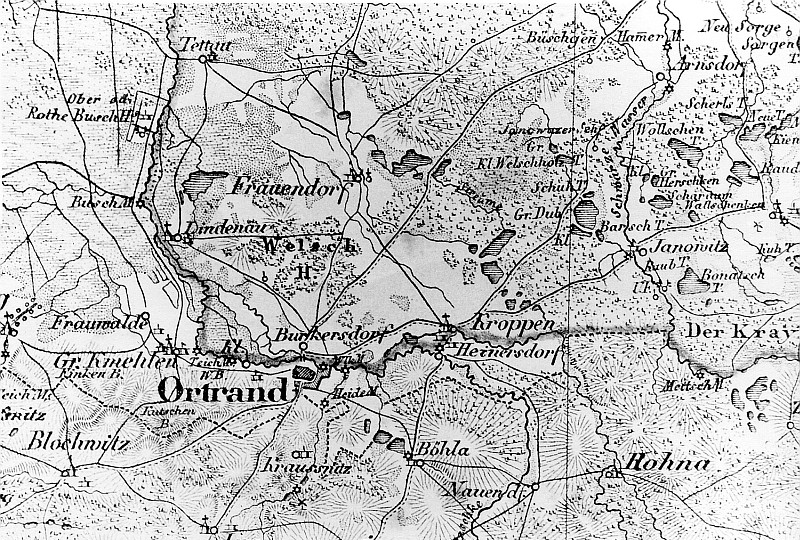
Lage Burkersdorfs in einer Karte aus dem Jahre 1759

Burkersdorf auf einer geschichtlichen Karte des Kreises Liebenwerda (1910).

Burkersdorf liegt in der Oberlausitz nördlich der Pulsnitz, die die Grenze zwischen Oberlausitz und Schraden bildet. Ortrand am südlichen gegenüberliegenden Ufer der Pulsnitz liegt bereits im Schraden. Westlich von Burkersdorf befinden sich die Orte Großkmehlen und Frauwalde sowie Lindenau. Im Norden grenzt der Ort an Frauendorf und im Osten an Kroppen mit Heinersdorf.

## Geschichte
Im Jahr 1366 wird das Straßendorf Burkersdorf erstmals urkundlich erwähnt. Der Ortsname entwickelte sich von Burckersdorff im Jahr 1498 über Burkerssdorff 1543 und Burckerßdorff 1604 zu Burckersdorf im Jahr 1791. Die Grundherrschaft über den Ort übte das Rittergut Lindenau nachweislich ab dem Jahr 1543 aus. Ab dem 16. Jahrhundert war Burkersdorf nach Kroppen gepfarrt. Hier gingen die Burkersdorfer Kinder bis zum Schulbau im Jahr 1810 zur Schule. Im Jahr 1904 wird auf der Burkersdorfer Flur ein Friedhof angelegt. Die Freiwillige Feuerwehr Burkersdorf gründete sich 1937. Bis zum Jahr 1952 gehörte der Orte zum Kreis Hoyerswerda und kam dann an den neugegründeten Kreis Senftenberg. Am 1. Januar 1960 wird Burkersdorf nach Ortrand eingemeindet.

### Bevölkerungsentwicklung
| Einwohnerentwicklung in Burkersdorf von 1777 bis 1950 | Einwohnerentwicklung in Burkersdorf von 1777 bis 1950 | Einwohnerentwicklung in Burkersdorf von 1777 bis 1950 | Einwohnerentwicklung in Burkersdorf von 1777 bis 1950 | Einwohnerentwicklung in Burkersdorf von 1777 bis 1950 | Einwohnerentwicklung in Burkersdorf von 1777 bis 1950 | Einwohnerentwicklung in Burkersdorf von 1777 bis 1950 | Einwohnerentwicklung in Burkersdorf von 1777 bis 1950 | Einwohnerentwicklung in Burkersdorf von 1777 bis 1950 | Einwohnerentwicklung in Burkersdorf von 1777 bis 1950 | Einwohnerentwicklung in Burkersdorf von 1777 bis 1950 | Einwohnerentwicklung in Burkersdorf von 1777 bis 1950 |
| Jahr                                                  | Einwohner                                             | Jahr                                                  | Einwohner                                             | Jahr                                                  | Einwohner                                             | Jahr                                                  | Einwohner                                             | Jahr                                                  | Einwohner                                             | Jahr                                                  | Einwohner                                             |
| ----------------------------------------------------- | ----------------------------------------------------- | ----------------------------------------------------- | ----------------------------------------------------- | ----------------------------------------------------- | ----------------------------------------------------- | ----------------------------------------------------- | ----------------------------------------------------- | ----------------------------------------------------- | ----------------------------------------------------- | ----------------------------------------------------- | ----------------------------------------------------- |
| 1777                                                  | 17 besessene Mann, 17 Gärtner, 4 Häusler, 2 Wüstungen | 1825                                                  | 235                                                   | 1875                                                  | 367                                                   | 1890                                                  | 346                                                   | 1905                                                  | 394                                                   | 1910                                                  | 416                                                   |
| 1925                                                  | 460                                                   | 1933                                                  | 587                                                   | 1939                                                  | 664                                                   | 1946                                                  | 750                                                   | 1950                                                  | 754                                                   |                                                       |                                                       |

## Sehenswürdigkeiten

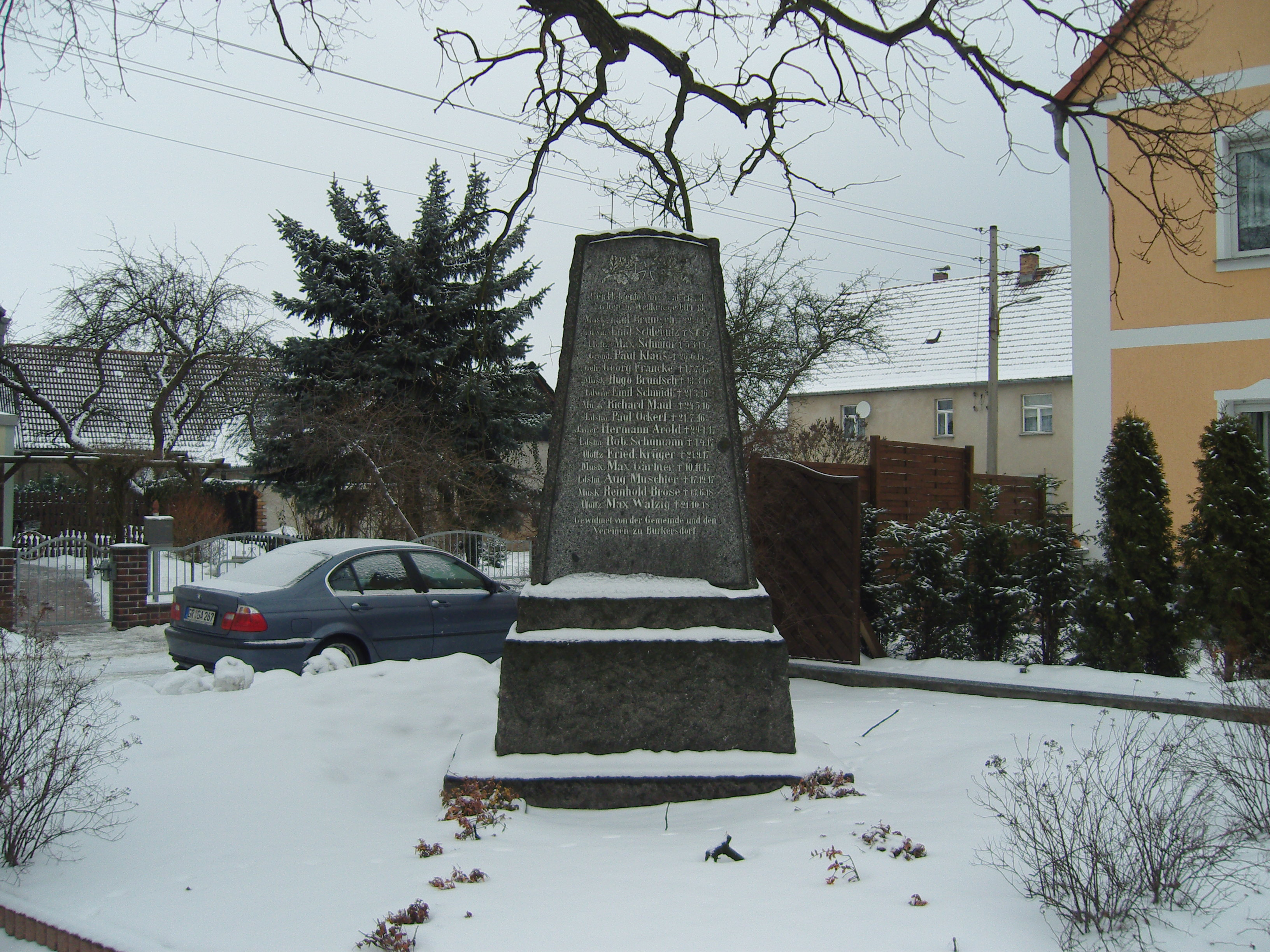
Kriegerdenkmal

In Burkersdorf befindet sich ein Denkmal für die Gefallenen des Ersten Weltkriegs.

## Infrastruktur
Westlich von Burkersdorf verläuft die Bundesautobahn 13.